# Juktans kraftstation
Juktans kraftstation är ett vattenkraftverk i Västerbottens län genom vilket merparten av Juktåns vatten förs över till Umeälven. Kraftstationen är belägen vid Blaiksjön som tidigare fungerade som ett magasin för kraftverket tillsammans med sjön Storjuktan. Kraftverket byggdes från början som ett pumpkraftverk, men efter avregleringen av elmarknaden ansågs det inte längre lönsamt att driva kraftverket som pumpkraftverk, varför Juktan 1996 konverterades till ett vanligt kraftverk. 

## Storjuktans reglering
I december 1961 fick Vattenfall tillstånd att reglera Storjuktan. Arbetena hade dock påbörjats redan i mars 1960. I slutet av 1961 påbörjades uppdämningen, som innebär att Storjuktan och Fjosoken vid högvatten förenas till en enda sjö med en längd av sex mil. Ovanför Åbacka fick en ny bro byggas över Juktån. Magasinets regleringshöjd blev 14 meter och volymen 575 miljoner kubikmeter.
Byarna Juktå, Juktnäs och Åbacka dränktes till största delen, och 34 familjer flyttade från området. Som ersättning planerade Vattenfall att iordningställa sexton jordbruksfastigheter på Galgatmyran vid Rankbäcken i Sorsele, dit familjerna erbjöds flytta. Endast tre av dessa fastigheter kom dock till stånd; de flesta drabbade föredrog att själva ordna sig nya hem med hjälp av den ersättningssumma de fått av Vattenfall.

## Konstruktion
Från magasinet i Storjuktan leddes vattnet genom en 5036 meter lång bergtunnel, med en tvärsnitts area på 60 m², fram till maskinstationen. I tunnelns nedströmsände vid maskinstationen sitter en trottelventil med 5,5 m genomloppsdiameter. Den dimensionerades för ett tryck av 150 mVp och för cirka 2 minuters stängningstid. För utjämning av tryckändringar i vattenvägarna anordnades ett svallgalleri omedelbart uppströms trottelventilen. Från maskinstationen leddes vattnet genom en 14 752 meter lång bergtunnel med en tvärsnitts area på 80 m² och en 700 meter lång avloppskanal ut i Storuman. Omedelbart nedströms maskinstationen finns en trottelventil med 5,5 m genomloppsdiameter och dimensioneras för ett tryck av 150 mvp och för ca 2 minuters stängningstid. 
I Blaiksjön uppfördes tre stenfyllnadsdammar med tätkärna av morän för att kunna höja vattennivån. För att kunna tappa från magasinet över regleringsamplituden på 11 meter så grävdes en 1 600 meter lång tilloppskanal. Från magasinet ledde en betonginklädd tilloppstub ner till maskinstationen. I övergången mellan tilloppstub och turbinspiral sitter en klotventil som har en genomloppsdiameter av 3,2 m och dimensioneras för ett tryck av 500 mVp. Stängningstid cirka 30 sekunder. 
I den underjordiska maskinstationen installerades ett aggregat med en reversibel pumpturbin. Pumpturbinen har ett löphjul med en diameter på 3 100 mm som användes både för pumpning och i turbindrift. Löphjulet roterande med ett varvtal på 300 rpm och hade en maxeffekt som turbin på 335 MW och som pump på 255 MW. 

## Bygget av pumpkraftverket
Sommaren 1973 påbörjades bygget av Juktans kraftstation som kom att bli Sveriges största pumpkraftverk som togs i drift 1978. Från magasinet i sjön Storjuktan pumpades vatten under nätter och helger upp till Blaiksjön för att vid produktion av elkraft tappas från Blaiksjön och ledas via maskinstationen till Storuman genom en avloppstunnel med en fallhöjd på 275 meter. För pumpning och elkraftgenerering användes en reversibel pumpturbin direktkopplad till en kombinerad generator och motor. Pumpkraftstationen var ovanlig genom att den utnyttjade tre olika vattenmagasin.

## Ombyggnader
Efter avregleringen av elmarknaden ansågs det inte längre lönsamt att driva kraftverket som pumpkraftverk. År 1996 konverterades Juktan därför till ett vanligt kraftverk. Man sprängde då upp en ny tilloppstub för vattnet från Storjuktan. Vattnet rinner då från Storjuktan via turbinen och ut i Storuman utan att passera Blaiksjön. Fallhöjden blir därmed 60 meter.
Då alla pumpfunktioner finns kvar lades 2011 en riksdagsmotion om att återställa kraftverket till pumpkraftverk för att kunna öka tillgången på reglerkraft för att möjliggöra en fortsatt vindkraftsutbyggnad.  Vattenfall undersöker nu (2024) förutsättningarna för detta. Byggarbetena beräknas i så fall kosta 2-3 miljarder kronor. Beslut väntas i slutet av 2026.